# Iresine tomentella
Iresine tomentella là loài thực vật có hoa thuộc họ Dền. Loài này được Standl. mô tả khoa học đầu tiên năm 1916.